# Muhammad Salih al-Farfur
Muhammad Salih al-Farfur, auch Mohammed Salih al-Farfur (arabisch محمد صالح الفرفور, DMG Muḥammad Ṣāliḥ al-Farfūr, geb. 1901 in Damaskus, Osmanisches Reich; gest. 9. Juli 1986 in Damaskus), war ein einflussreicher islamischer Gelehrter und Gründer des Instituts „Maʿhad al-Fatḥ“.

## Leben
Er stammt aus einer bekannten, streng religiösen Familie, den Banū Farfūr, die seit Jahrhunderten besondere Persönlichkeiten, von moslemischen Gelehrten bis zu Scharia-Richtern und Sprachwissenschaftlern, hervorbrachte. Zu seinen Lehrern gehörte Badr ad-Dīn al-Hasanī, einer der wenigen führenden Hadithwissenschaftler des 20. Jahrhunderts.
Er erhielt seine Ausbildung in Beirut und lehrte später in Kairo.

## Schriften
- „an-Nisāʾiyyāt min al-aḥādīṯ an-nabawiyya aš-šarīfa“
- „Fiqh as-sīra an-nabawiyya“ (Das Verständnis der prophetischen Biografie)
- „Risāla fī aḥkām al-masǧid fī l-islām“ (Traktat über die Rechtsbestimmungen in Bezug auf Moscheen)[1]